# Eric Sandberg
Eric Gustaf Sandberg (ur. 20 grudnia 1884 w Göteborgu, zm. 3 grudnia 1966 tamże) – szwedzki żeglarz, dwukrotny medalista olimpijski.
Na Letnich Igrzyskach Olimpijskich 1908 zdobył srebro w żeglarskiej klasie 8 metrów. Załogę jachtu Vinga tworzyli również Carl Hellström, Edmund Thormählen, Harald Wallin i Erik Wallerius.
Cztery lata później zdobył zaś brąz w klasie 6 metrów na jachcie Kerstin. Załogę uzupełniali wówczas Harald Sandberg i Otto Aust.